# Microcharon herrerai
Microcharon herrerai là một loài chân đều trong họ Microparasellidae. Loài này được Stock miêu tả khoa học năm 1977.